# MDM2
MDM2 (англ. MDM2 proto-oncogene) – білок, який кодується однойменним геном, розташованим у людей на короткому плечі 12-ї хромосоми. Довжина поліпептидного ланцюга білка становить 491 амінокислот, а молекулярна маса — 55 233.
| 10         |  | 20         |  | 30         |  | 40         |  | 50         |
| ---------- |  | ---------- |  | ---------- |  | ---------- |  | ---------- |
| MCNTNMSVPT |  | DGAVTTSQIP |  | ASEQETLVRP |  | KPLLLKLLKS |  | VGAQKDTYTM |
| KEVLFYLGQY |  | IMTKRLYDEK |  | QQHIVYCSND |  | LLGDLFGVPS |  | FSVKEHRKIY |
| TMIYRNLVVV |  | NQQESSDSGT |  | SVSENRCHLE |  | GGSDQKDLVQ |  | ELQEEKPSSS |
| HLVSRPSTSS |  | RRRAISETEE |  | NSDELSGERQ |  | RKRHKSDSIS |  | LSFDESLALC |
| VIREICCERS |  | SSSESTGTPS |  | NPDLDAGVSE |  | HSGDWLDQDS |  | VSDQFSVEFE |
| VESLDSEDYS |  | LSEEGQELSD |  | EDDEVYQVTV |  | YQAGESDTDS |  | FEEDPEISLA |
| DYWKCTSCNE |  | MNPPLPSHCN |  | RCWALRENWL |  | PEDKGKDKGE |  | ISEKAKLENS |
| TQAEEGFDVP |  | DCKKTIVNDS |  | RESCVEENDD |  | KITQASQSQE |  | SEDYSQPSTS |
| SSIIYSSQED |  | VKEFEREETQ |  | DKEESVESSL |  | PLNAIEPCVI |  | CQGRPKNGCI |
| VHGKTGHLMA |  | CFTCAKKLKK |  | RNKPCPVCRQ |  | PIQMIVLTYF |  | P          |

A: Аланін

C: Цистеїн

D: Аспарагінова кислота

E: Глутамінова кислота

F: Фенілаланін

G: Гліцин

H: Гістидин

I: Ізолейцин

K: Лізин

L: Лейцин

M: Метіонін

N: Аспарагін

P: Пролін

Q: Глутамін

R: Аргінін

S: Серин

T: Треонін

V: Валін

W: Триптофан

Кодований геном білок за функціями належить до трансфераз, фосфопротеїнів. 
Задіяний у таких біологічних процесах, як взаємодія хазяїн-вірус, убіквітинування білків, альтернативний сплайсинг. 
Білок має сайт для зв'язування з іонами металів, іоном цинку. 
Локалізований у цитоплазмі, ядрі.